# Saive
Saive (Saive-dilé-Blegneye en való) és un nucli del municipi belga de Blegny a la província de Lieja a la regió valona. Es troba a l'altiplà de Herve i és regat pel riu Julienne.

## Història
El nom prové del llatí silva o bosc i és de la mateixa etimologia del català selva. A l'inici era una clariana al mig del bosc que cobria tot el País d'Herve i del qual només romà l'Hertogenwald.

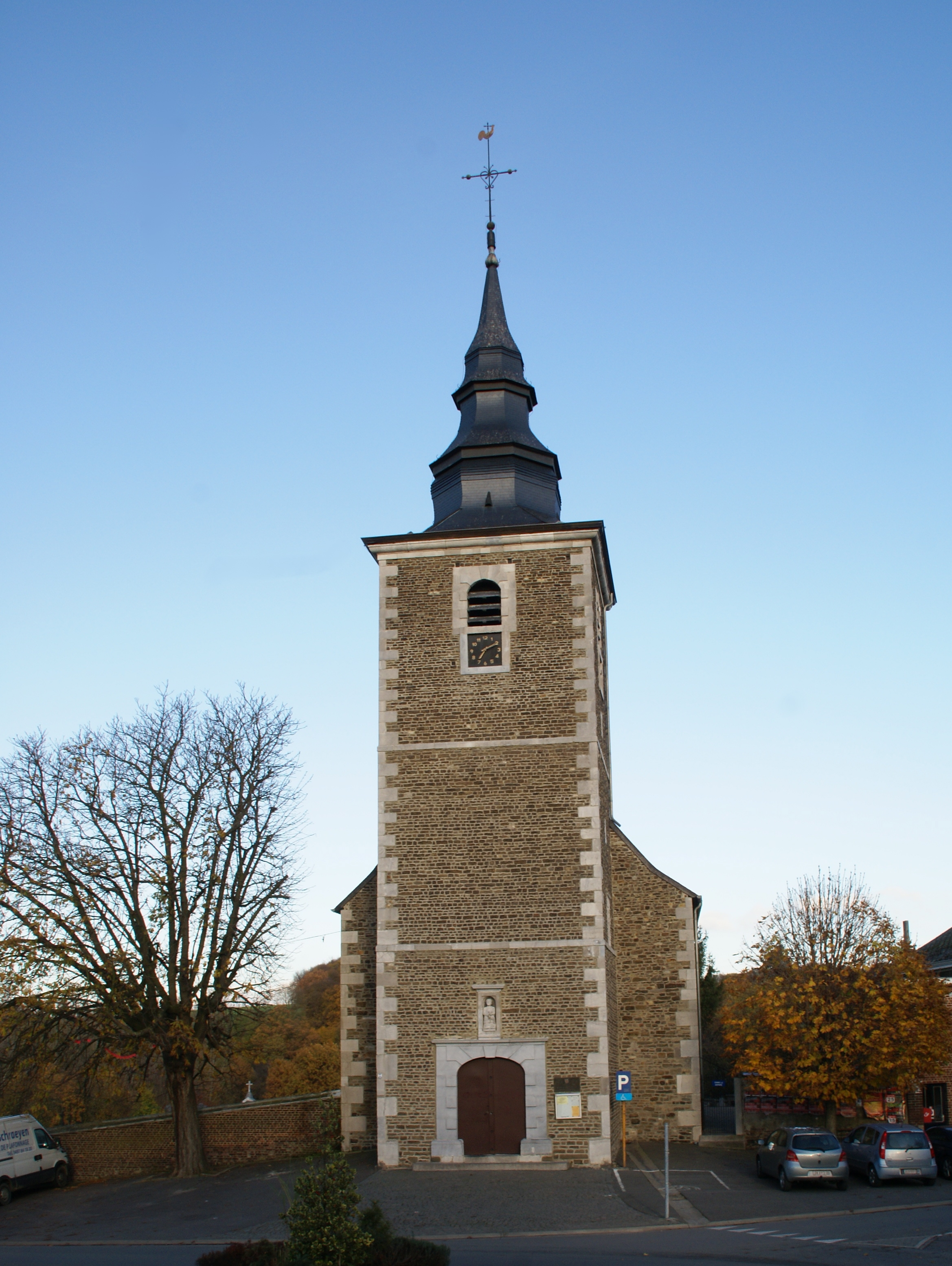
Església de Sant Pere

El primer esment escrit segur data de l'1 de setembre de 1279 quan el príncep-bisbe Joan d'Enghien va erigir la senyoria en parròquia de Sant Pere. La senyoria pertanyia a la casa de Jupille i de la jurisdicció d'Amercoeur, que depenia del principat de Lieja.
Diverses famílies nobles van querellar-se per a la possessió de la senyoria fins a la fi de l'antic règim. Durant la revolució francesa les tropes d'ambdós camps van pillardejar el poble. Fins a l'inici de la Primera Guerra Mundial va conèixer més d'un segle de pau i de relativa prosperitat.
Entre les dues guerres va reconstruir-se la posició fortificada de Lieja per a evitar – en va – una nova invasió alemanya. La caserna de Saive va tenir un paper important en aquest projecte. Molts belgues van fer el seu servei militar obligatori a Saive.
Durant la segona guerra mundial el poble va amagar molts resistents i sofrir de vegades de les represàlies alemanyes. Després de la guerra, el poble a poc a poc va evolucionar vers un dormitori de Lieja. Els ocupants francesos van transformar l'antiga senyoria en municipi a l'inici del segle xix que va romandre independent fins a l'1 de gener de 1977 quan va fusionar amb Blegny.

## Economia
Des de l'origen era un poble rural agricultural: fructicultura i bestiar. A l'inici del segle xvi va conèixer una certa industrialització quan va explotar-se breument una mina de carbó al lloc dit Saivelette. Uns tallers de fabricació de claus i de treball dels metalls van sobreviure fins a l'inici del segle xx.
La construcció d'un tramvia Lieja-Dalhem-'s-Gravenvoeren va desenclavar el nucli i va permetre a la població de treballar a les indústries de la vall del Mosa i la mina de Trembleur

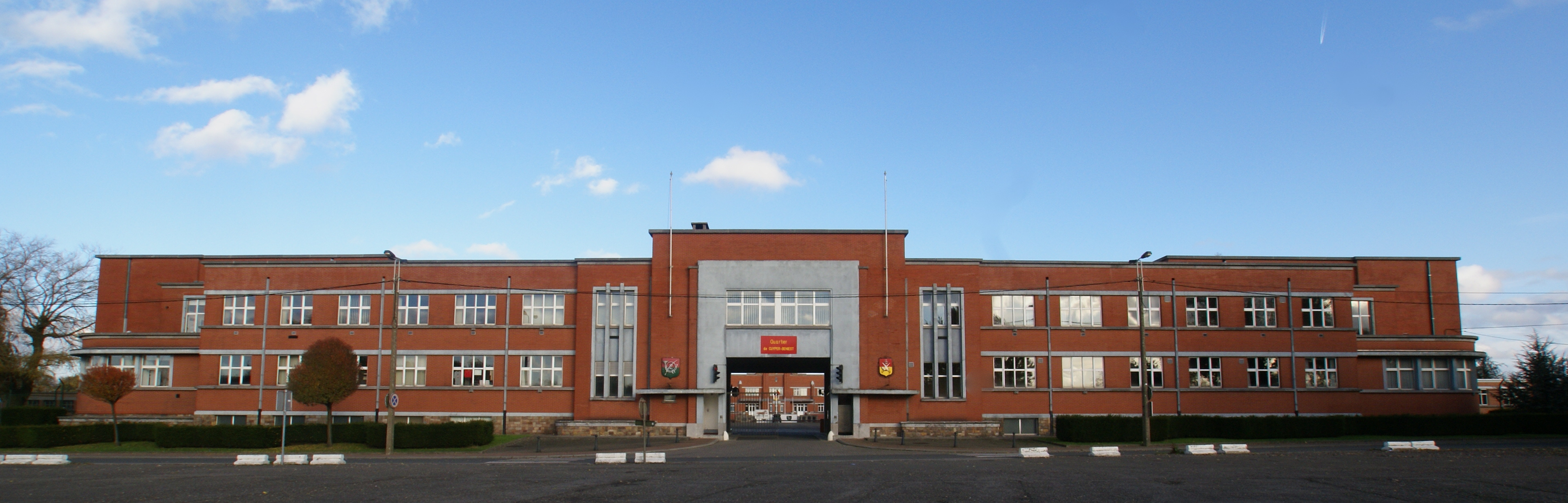
La caserna Quartier De Cuyper-Beniest

La construcció de la caserna a Haute Saive als anys trenta del segle xx va desenvolupar l'economia local. Avui és un poble dormitori per a l'aglomeració de Lieja. El polígon industrial de Barchon, a la frontera septentrional del nucli i de l'autopista E40 continua creixent.

## Locs d'interès
- El castell de Méan
- El castell medieval
- El castell de La Motte o de Bellaire
- L'església de Sant Pere
- La caserna Quartier De Cuyper-Beniest